# ملی (درخت)
ملی (درخت)(نام علمی: Amomyrtus meli) نام یک گونه از تیره مورت است.